# A Walk in the Sun
A Walk in the Sun (bra: Caminhada sob o Sol; prt: Um Passeio ao Sol) é um filme de guerra estadunidense de 1945 dirigido por Lewis Milestone.
O filme faz parte da lista dos 1000 melhores filmes de todos os tempos do The New York Times.